# Grant Park Music Festival
Il Grant Park Music Festival (precedentemente Grant Park Concerts) è una serie di concerti di musica classica di dieci settimane che si tengono a Chicago, Illinois, United States. Presenta la Grant Park Symphony Orchestra e il Grant Park Chorus, insieme ad esecutori e direttori ospiti. Il Festival ha guadagnato lo status di organizzazione non a scopo di lucro. Sostiene di essere l'unica serie di musica classica all'aperto libera della nazione. Il Grant Park Music Festival è una tradizione di Chicago dal 1931, quando il sindaco di Chicago Anton Cermak suggerì concerti gratuiti per sollevare gli spiriti di Chicago durante la grande depressione. La tradizione sinfonica dei concerti del Grant Park Music Festival iniziò nel 1935.
Il Festival è ospitato nel Jay Pritzker Pavilion nella sezione Millennium Park del Grant Park, nel Chicago Loop. La stagione 2004, durante la quale il Festival si è trasferito al Pritzker Pavilion, è stata la settantesima stagione del Festival. Occasionalmente il Festival si è tenuto presso l'Harris Theatre anziché al Pritzker Pavilion. Precedentemente il Grant Park Music Festival si era tenuto presso la Petrillo Music Shell del Grant Park. Il Festival iniziò quando la struttura musicale era situata nella sua posizione originale e si trasferì quando fu spostato.
Nel corso del tempo il Festival ha avuto vari sostenitori finanziari, tre sedi primarie e un cambio di nome. Il Festival, a volte, è stato trasmesso a livello nazionale e ha costantemente goduto degli interventi importanti di molti dei più importanti musicisti classici del mondo. Recentemente gli organizzatori del Festival hanno accettato di pubblicare alcuni dei concerti pubblici tramite registrazioni su compact disc.

## Finanziamenti
In origine la serie veniva quasi completamente finanziata dal Park District, che era responsabile per i libri paga degli esecutori, le pubblicità per i concerti e il marketing, organizzava le audizioni dell'orchestra, coordinava la programmazione per ogni elenco di artisti ospiti. I costi pubblicitari per i supporti stampati progettati dai grafici del Park District venivano finanziati attraverso la Works Progress Administration (WPA) e il Federal Arts Program. La tradizione dei manifesti per gli autobus della Chicago Transit Authority, i treni e le stazioni della Chicago 'L' e gli impianti sportivi continuò anche dopo la fine dei finanziamenti della WPA.
Nel 1977 la Grant Park Concerts Society si è evoluta per coordinare tutte le raccolte di fondi per il Festival. Coordinò sia il marketing generale che il programma di adesione. Ospitando eventi per la raccolta di fondi e vendendo affiliazioni al Festival, integrò il finanziamento del Distretto dei Parchi, che era compreso nell'intervallo $ 1,5-2,0 milioni. Nel 1996 il personale del Park District e del Festival interruppe il rapporto con la Società dei concerti. Il Park District riprese la sua responsabilità come unico reparto marketing e raccolta fondi.
Alla fine degli anni '90 il Festival fu riconosciuto come organizzazione no-profit e sviluppò legami con il Dipartimento degli Affari Culturali di Chicago. L'associazione prevedeva che il dipartimento della città si facesse carico di alcuni doveri amministrativi. A partire dal 2009 il Festival vide la nomination ai Grammy della Grant Park Symphony Orchestra e Chorus ed è sponsorizzato dal Chicago Park District, dal Chicago Department of Cultural Affairs e dalla Grant Park Orchestral Association. Il distretto del parco provvede a oltre la metà dei costi operativi, mentre il Dipartimento per gli affari culturali contribuisce al supporto logistico. I restanti fondi provengono da una serie di fonti private tra cui fondazioni, società e migliaia di singoli clienti. Il distretto del parco paga gli stipendi del direttore principale Carlos Kalmar, il direttore del coro Christopher Bell e dei membri dell'orchestra e del Grant Park Chorus. Il Festival riceve anche sovvenzioni e spese di trasmissione. Nel 2010 i $ 2 milioni del budget totale del Festival di $ 4 milioni che non era coperto dal Park District furono raccolti attraverso i soci e la filantropia privata. Questo denaro finanzia i solisti ospiti e importanti collaborazioni.

## Storia
Il primo concerto avvenne dopo il completamento della Petrillo Music Shell originale, il 1º luglio 1935 con una marcia del Tannhäuser di Richard Wagner. In passato, la National Broadcasting Company (NBC) e la CBS Broadcasting Inc. (CBS) trasmettevano i concerti gratuitamente. La prima estate registrò una partecipazione di circa 1,9 milioni per 65 concerti. Nel 1939 il record di presenze per singolo concerto arrivò ad oltre 300.000 ascolti per il concerto di Lily Pons. La Pons condivise il palco con suo marito Andre Kostelanetz in quello che fu descritto come il più grande pubblico della sua carriera. Secondo le stime David Rubinoff ne ha ricavati ben 225.000. La presenza attuale ai circa trenta concerti annuali è stimata in trecentomila in totale. Il festival gratuito ha sempre avuto un'atmosfera da picnic. Negli anni '30 i concerti furono presentati su trasmissioni radiofoniche nazionali a dozzine di stazioni radio.
Oltre a sollevare gli spiriti, il Grant Park Music Festival è stato in grado di fornire ai musicisti un reddito dignitoso. Nel 1938, quando il salario minimo era di $ 0,25/ora, i musicisti venivano pagati $10 (L'equivalente di 10 USD al 31 ottobre 1938 è 184.17 USD all'11 maggio 2019)  per un concerto di 2 ore. Nei primi anni, fino al 1940, la Chicago's Symphony si esibì spesso al Festival. Nel 1944 il Festival sviluppò la propria Grant Park Symphony Orchestra. Sempre nel 1944 WGN (AM) diede il via al Theater of the Air dal vivo dal National Park. Nel 1945 Nikolai Malko divenne il primo direttore d'orchestra del Festival. Rimase in quel ruolo fino al 1954.
Tra la programmazione dell'apparizione di Van Cliburn al Grant Park Music Festival nel 1958 ed la sua attuale apparizione del 16 luglio, egli vinse il Concorso internazionale Čajkovskij quadriennale a Mosca quell'aprile. Fu catapultato alla fama internazionale per aver vinto una delle competizioni di musica d'élite al mondo. Di conseguenza fu accolto con una celebrazione che includeva una parata di coriandoli su Michigan Avenue e la sua apparizione al Grant Park Music Festival divenne un evento primario.
Negli anni '60 il Festival intraprese una direzione più avventurosa con opere di artisti del calibro di Arnold Schönberg, Sergei Prokofiev, Gustav Mahler e Anton Webern che portarono in primo piano il programma del 1964 sotto la nuova direzione di Edward Gordon. Nel 1962 Thomas Peck divenne il capo del neonato Grant Park Chorus, che diresse fino alla sua morte nel 1994. Nel 1963 il Festival introdusse i concerti interattivi diurni per i giovani, diretti da Irwin Hoffman e a volte da membri del pubblico dei giovani. Gordon introdusse anche il concerto d'opera come parte del Festival nel 1964.
Gli anni '70 videro diminuire la partecipazione al Festival. Mitch Miller, che aveva ottenuto popolarità dalla serie televisiva Sing Along with Mitch, era un direttore d'orchestra regolare e una delle più grandi attrazioni. Steven Ovitsky diventò direttore dei concerti nel 1979 e prestò servizio fino al 1990. Durante gli anni '80 il Festival si guadagnò la reputazione di eseguire opere di compositori americani. Ovitsky si concentrò sulla vita di compositori americani come William Bolcom, John Adams, Michael Torke e Paul Freeman. Gli anni '80 videro anche una serie di direttori principali d'élite come Zdeněk Mácal, Leonard Slatkin, Hugh Wolff, David Zinman e Robert Shaw.
Gli anni '90 videro esibizioni di ampio respiro come l'opera russa Il principe Igor', una narrazione di Casey at the Bat di Jack Brickhouse con accompagnamento orchestrale, sei celebrazioni per il campionato nazionale dei Chicago Bulls della National Basketball Association e una celebrata visita di ritorno di Van Cliburn per la sessantesima stagione. La visita di Van Cliburn rivaleggiava con i dati di presenza della Pons con stime superiori a 300.000. Nel 1992 i Grant Park Concerts diventarono ufficialmente il Grant Park Music Festival. Dal 1994 al 1997 Hugh Wolff fu direttore principale del Festival e ci volle fino al 2000 di una complessa ricerca per ottenere Kalmar come suo successore.

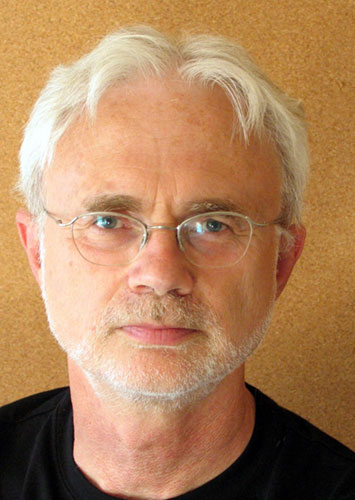
Il Festival concluse la stagione 2005 con On the Transmigration of Souls del premio Pulitzer John Adams.

Nel 2000 il Festival raggiunse un accordo con la Cedille Records per registrare la Grant Park Orchestra. Produsse sei CD durante il decennio. Nel 2001 fu fondata la Boston Landmarks Orchestra allo scopo di tenere una serie di concerti estivi gratuiti all'Hatch Memorial Shell di Boston e una serie annuale di musica estiva gratuita. Il 16 luglio 2004 il Festival passò al Pritzker Pavilion, di ultima generazione, dove condivide lo spazio con una serie regolare di musica mondiale ("Music Without Borders"), una serie jazz ("Made in Chicago") e una varietà di spettacoli annuali offerti da Steppenwolf Theatre, Lyric Opera di Chicago e Chicago Symphony Orchestra. Tuttavia il Festival rimane il fulcro del programma estivo con le sue esibizioni serali di mercoledì, venerdì e sabato per dieci settimane nel cuore dell'estate. Alla fine della stagione del Grant Park Music Festival nel mese di agosto 2005, la Grant Park Orchestra e Carlos Kalmar del Festival hanno presentato il brano del compositore Premio Pulitzer Adams On the Transmigration of Souls, che è stato scritto su richiesta della New York Philharmonic per onorare le vittime degli attentati dell'11 settembre 2001. Nel 2006 il Joffrey Ballet ha celebrato il suo cinquantesimo anniversario in collaborazione con il Festival. Durante il decennio il Festival ha ospitato una serie innovativa di talenti come il suonatore cinese di erhu Betti Xiang, di pipa Yang Wei, il cantante portoghese di fado Mariza, il clarinettista cubano classico e jazz Paquito D'Rivera, il violinista ungherese Rom Roby Lakatos e la cantante mediterranea Maria del Mar Bonet.

## Spettacoli
Il programma degli spettacoli comprende dieci settimane consecutive di spettacoli il mercoledì, il venerdì e il sabato da metà giugno a metà agosto. Al momento le esibizioni di solito iniziano alle 18:30 del mercoledì e del venerdì e alle 19:30 del sabato per i posti riservati agli abbonati. I posti non occupati vengono venduti al pubblico 15 minuti prima di ogni spettacolo. Il sedersi sul prato è gratuito e comunemente adornato con coperte delle famiglie. L'Harris Theatre ospita occasionalmente eventi del Grant Park Music Festival. L'orchestra e il coro danno prove aperte al Pritzker Pavilion durante la stagione degli spettacoli con sessioni di solito dalle 11:00 alle 13:30 e dalle 14:30 o 15:00 alle 17:00. Il Festival è rappresentato da uno staff di guide specializzate, chiamate docenti, che rispondono alle domande e propongono colloqui educativi durante le prove. Le prove offrono gli opuscoli del programma.

### Anni '30
Negli anni '30 i concerti attirarono alcuni dei più importanti interpreti e direttori del mondo: Pons, Jascha Heifetz, Bobby Breen, Rudy Vallee, Helen Morgan, il direttore Andre Kostelanetz, i violinisti David Rubinoff, Mischa Elman, Efrem Zimbalist e Albert Spalding, il pianista Moriz Rosenthal, i soprani Marion Claire, Edith Mason e Vivian Della Chiesa, i tenori Tito Schipa, John Carter, Lawrence Tibbett ed il baritono John Charles Thomas.

### Anni '40
Gli anni '40 videro un ampio spettro di artisti tra cui Mario Lanza, il clarinettista Benny Goodman, il soprano Kirsten Flagstad e il cantante-attore Paul Robeson.  Tra gli altri artisti figuravano i soprani Claire, Eileen Farrell, Grace Moore e Della Chiesa, i tenori Giovanni Martinelli, Richard Tucker e Jan Peerce, il baritono Robert Merrill, il violinista Mischa Mischakoff e i direttori d'orchestra Frederick Stock, Leo Kopp, Arthur Fiedler e Antal Doráti.

### Anni '50 e '60
A partire dagli anni '50 il sindaco di Chicago Richard J. Daley salutò le folle della serata di inaugurazione quasi ogni anno durante i suoi 21 anni di mandato. Tra gli interpreti degli anni '50 c'erano i soprani Beverly Sills e Farrell, il tenore Peerce, i pianisti, Van Cliburn, Jorge Bolet, Gary Graffman e Earl Wild, i violinisti Elman e Michael Rabin e il violoncellista János Starker.
Gli anni '60 confermarono la tradizione di un pubblico eterogeneo e di interpreti come il contralto Marian Anderson, i pianisti Alfred Brendel, Daniel Barenboim, Leon Fleisher, Lorin Hollander e Christoph Eschenbach, i violinisti Itzhak Perlman, Ruggiero Ricci, Charles Treger, Jaime Laredo, il violoncellista Leonard Rose, il direttore Leonard Bernstein, il tenore Plácido Domingo, i mezzosoprani Marilyn Horne e Tatiana Troyanos, il soprano Martina Arroyo e Roberta Peters, come del resto compagnie di danza come l'American Ballet Theatre, il Joffrey Ballet e la Maria Alba Spanish Dance Company. Il Joffrey Ballet eseguì lavori di Gerald Arpino e George Balanchine.

### Anni '70
Negli anni '70, il Festival ospitò il soprano June Anderson, il vocalista Gordon MacRae, i pianisti Dave Brubeck, Alicia de Larrocha, Jerome Lowenthal e Sheldon Shkolnik e il violinista Elaine Skorodin. Erano presenti anche ballerini del Chicago City Ballet e del New York City Ballet. Tra i direttori figuravano Mitch Miller, Leonard Slatkin, Aaron Copland e David Zinman. Fecero la loro apparizione anche il ballerino Edward Villella ed il soprano Kathleen Battle.

### Anni '80 e '90
Tra gli artisti degli anni '80 c'erano i pianisti Walter Klein, Hollander, André Watts e Garrick Ohlsson, il clarinettista Richard Stoltzman, il Vermeer Quartet, il baritono Merrill, il basso Paul Plishka, il soprano Arleen Auger e l'armonicista Corky Siegel. Tra i direttori c'erano Macal, Slatkin, Wolff, Zinman e Shaw.
Tra gli interpreti degli anni '90 c'erano Van Cliburn, il mezzosoprano Frederica von Stade, Rosemary Clooney, il violinista Joshua Bell, il direttore Maxim Shostakovich (che dirigeva i lavori di suo padre Dmitry Shostakovich), il trombettista Doc Severinsen e il soprano Deborah Voigt.

### Il 2000
Nel primo decennio del nuovo millennio il Festival accolse i soprani Battle, Dawn Upshaw, Karina Gauvin ed Erin Wall, il tenore Vittorio Grigolo, il pianista Stephen Hough, i violinisti Rachel Barton Pine, James Ehnes, Roby Lakatos, Christian Tetzlaff e Pinchas Zukerman, i cantanti Otis Clay, Mariza e Maria del Mar Bonet e la rock band The Decemberists.  Altri artisti includono la pianista Valentina Lisitsa, il soprano Jonita Lattimore, il baritono Nathan Gunn ed il mezzosoprano Jennifer Larmore. Anche il Joffrey Ballet si esibì con il Festival.
Il direttore principale è Carlos Kalmar. Ospiti nella stagione 2007 sono stati Marc-André Hamelin, Russell Braun, Erin Wall, il Glen Ellyn Children's Chorus (ora Anima) e molti altri ancora che eseguono opere di compositori come Brahms, Beethoven, Mendelssohn, Leo Brouwer, Heitor Villa-Lobos, Tan Dun e Ferruccio Busoni.
Il 2010 prevedeva una proiezione programmata al Grant Park del documentario naturalistico della BBC Planet Earth Live il 21 luglio, con accompagnamento orchestrale dal vivo con il compositore George Fenton, che prestò servizio come direttore.

## Accoglienza
La Frommer's descrive il Festival come "Uno dei più grandi affari della città" e nota che la serie è popolare. Una delle edizioni speciali rileva che il Festival sta continuando a sostenere la sua missione dell'era della Depressione di sollevare il cuore degli abitanti di Chicago e suggerisce di arrivare al Festival con un'ora di anticipo per ottenere buoni posti a sedere sul prato. Rileva anche che le prove diurne sono un buon sostituto delle esibizioni serali.